# Harding County (South Dakota)
Harding County ist ein County im Bundesstaat South Dakota der Vereinigten Staaten. Das U.S. Census Bureau hat bei der Volkszählung 2020 eine Einwohnerzahl von 1311 ermittelt.

## Geographie
Der Bezirk hat eine Fläche von 6935 Quadratkilometern; davon sind 18 Quadratkilometer (0,26 Prozent) Wasserflächen.

## Geschichte
Das County wurde am 5. März 1881 gebildet und am 8. November 1898 wieder aufgelöst. Am 3. November 1908 wurde es erneut gegründet und am 30. Januar 1911 die Verwaltungsorganisation abgeschlossen. Es wurde nach John A. Harding benannt, einem Bergarbeiter und Redner in der gesetzgebenden Versammlung des Dakota-Territoriums, als das County 1881 erstmals gebildet wurde.

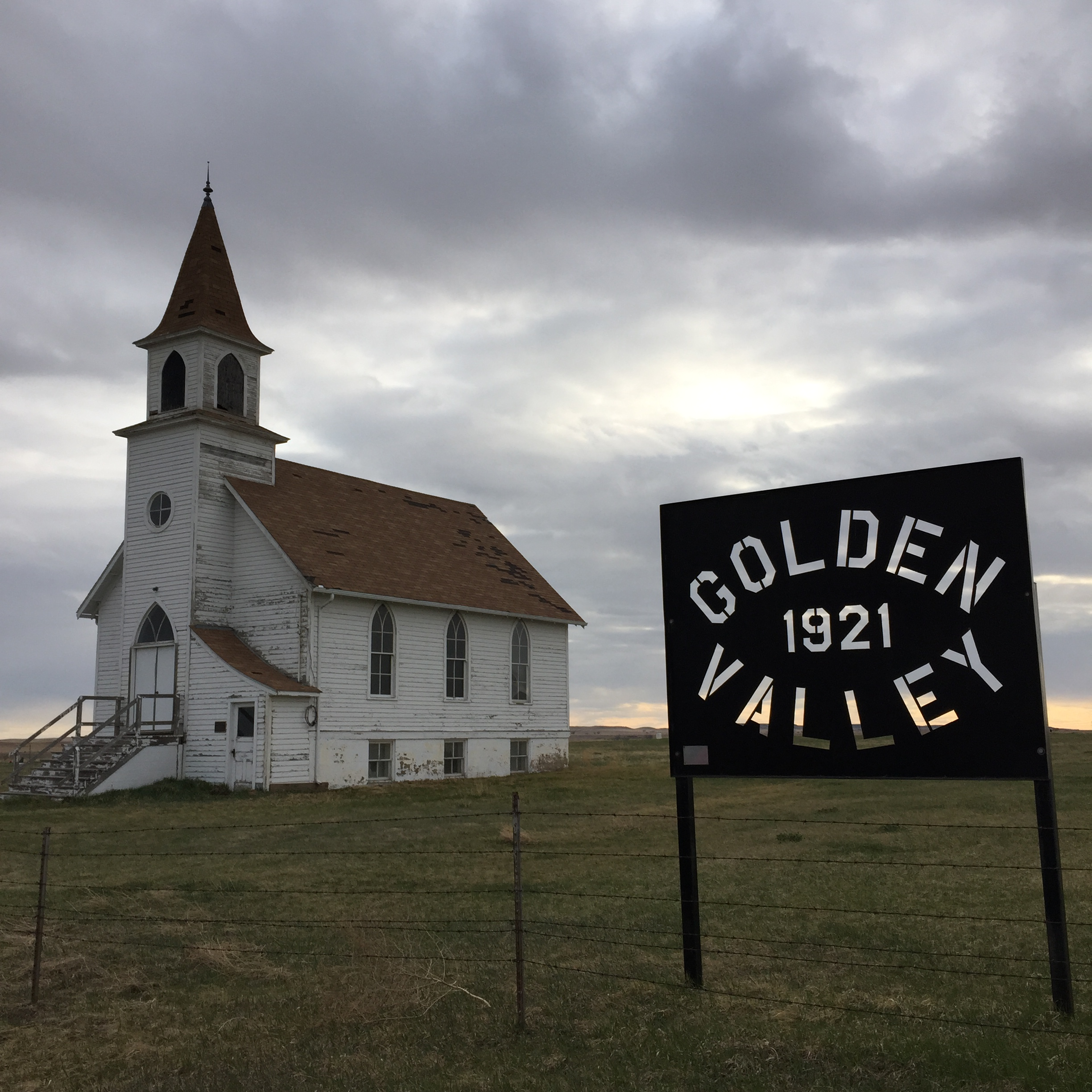
Die Golden Valley Norwegian Lutheran Church ist einer von 56 Einträgen des Countys im NRHP.

56 Bauwerke und Stätten des Countys sind im National Register of Historic Places (NRHP) eingetragen (Stand 2. August 2018).

## Städte und Gemeinden
Gemeinden (towns)
- Buffalo
- Camp Crook

Gemeindefreie Gebiete (unincorporated communities)
- Ludlow
- Ralph
- Reva